# Akram Afif
Akram Afif (arabisch أكرم عفيف, DMG Akram ʿAfīf), mit vollem Namen Akram Hassan Afif Yahya Afif (* 18. November 1996 in Doha), ist ein katarischer Fußballspieler, der seit dem Sommer 2020 beim Erstligisten al-Sadd SC unter Vertrag steht.
Der Flügelspieler ist seit September 2015 katarischer Nationalspieler und gewann mit seinem Heimatland die Asienmeisterschaften 2019 sowie 2024.

## Vereinskarriere

### Anfänge
Der in Doha geborene Akram Afif begann mit dem Fußballspielen in den Nachwuchsabteilungen der lokalen Vereine al-Markhiya SC und al-Sadd SC. Im Jahr 2009 wechselte er mit 12 Jahren der Aspire Academy, in der die größten Sporttalente des Emirates ausgebildet werden. Als Austauschschüler spielte er ab 2012 dann in Spanien in der Jugendabteilung des FC Sevilla und in jener des FC Villarreal.

### Zeit bei der KAS Eupen
Im Januar 2015 wechselte Afif, nun wieder als Spieler des al-Sadd SC, auf Leihbasis für ein-einhalb Jahre zum belgischen Zweitligisten KAS Eupen. Der Verein aus der Provinz Lüttich pflegt eine Zusammenarbeit mit der Aspire Academy, die als Sponsor für die Mannschaft auftritt. Sein Debüt bestritt er am 18. Januar 2015 (22. Spieltag) beim 2:1-Heimsieg gegen Eendracht Aalst und erzielte in diesem Spiel seinen ersten Treffer. In der Spielzeit 2014/15 bestritt er sieben Ligaspiele, in denen er zwei Tore markieren konnte.
In der nächsten Saison 2015/16 pendelte er zu Beginn zwischen Startformation und Reservebank. Zum Saisonende etablierte er sich als unumstrittener Stammspieler unter Cheftrainer Jordi Condom. Am 18. März 2016 (29. Spieltag) traf er beim 4:0-Heimerfolg gegen den KSV Roeselare doppelt und bereitete ein weiteres Tor vor. In dieser Saison trug er mit sechs Toren in 16 Ligaspielen wesentlich zum Aufstieg der KAS Eupen in die höchste belgische Spielklasse bei.

### Wechsel nach Spanien
Am 8. Mai 2016 wurde bekanntgegeben, dass Afif auf permanenter Basis zum FC Villarreal zurückkehrt, womit er zum ersten katarischen Spieler wurde, der von einem spanischen Erstligisten unter Vertrag genommen wurde. Zu seinem Debüt bei der Submarino Amarillo kam er jedoch vorerst nicht, denn am 4. August wurde er für die gesamte Spielzeit 2016/17 an den Ligakonkurrenten Sporting Gijón ausgeliehen. Sein Debüt gab er am 21. August (1. Spieltag) beim 2:1-Heimsieg gegen Athletic Bilbao, als er in der 72. Spielminute für Burgui eingewechselt wurde. Aufgrund von kurzen Verletzungen wurde er am Durchbruch in die Startformation gehindert und verbrachte die meiste Zeit der Saison auf der Tribüne. Letztlich bestritt er neun Ligaspiele, bevor er im Sommer 2017 zum FC Villarreal zurückkehrte.

### Rückkehr nach Eupen

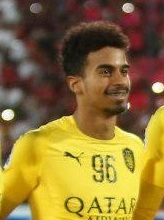
Akram Afif im Trikot des al-Sadd SC (2018)

Nachdem er sich bei Gijón nicht durchsetzen konnte, hatte er auch bei Villarreal keine Chance auf einen Kaderplatz. Um Spielpraxis zu erhalten, kehrte er am 14. Juli 2017 zu der KAS Eupen nach Belgien zurück. Bei Eupen fand er sich rasch wieder in der Startformation wieder und erzielte bis Januar 2018 in 15 Ligaspielen ein Tor und bereitete drei weitere Treffer vor.

### Zurück nach Katar
Am 31. Januar wurde das Leihgeschäft beendet und Afif umgehend nach Katar zu seinem ehemaligen Arbeitgeber al-Sadd SC ausgeliehen. In der Liga wurde er auf Anhieb zu einem wichtigen Bestandteil. Am letzten Spieltag markierte er beim 9:1-Heimsieg gegen den al-Kharitiyath SC einen Hattrick. In sieben Ligaspielen der Saison 2017/18 erzielte er drei Tore und bereitete vier weitere Treffer vor.
In der folgenden Spielzeit stieg er zum unverzichtbaren Stammspieler unter Cheftrainer Jesualdo Ferreira auf und wurde zu einem der besten Spieler der Liga. Am 12. August 2018 (2. Spieltag) erzielte er beim 10:1-Heimsieg gegen den al-Arabi SC zwei Tore und bereitete fünf weitere Treffer vor. Seinen ersten Triplepack der Saison schnürte er am 14. Spieltag beim 8:1-Auswärtssieg gegen den al-Gharafa SC. In der AFC Champions League 2018 beförderte er seine Mannschaft mit wichtigen Toren bis ins Halbfinale. In der Liga bestritt er alle 22 Ligaspiele und beförderte seine Mannschaft mit 26 Toren und 13 Vorlagen zum Meistertitel. Damit war er hinter seinem Teamkollegen Baghdad Bounedjah (39 Tore) zweitbester Torjäger. In der AFC Champions League 2019 erreichte man erneut das Halbfinale. Am 1. Juli 2020 kehrte Afif zum FC Villarreal zurück. Bis zu diesem Zeitpunkt – aufgrund der COVID-19-Pandemie war die Spielzeit zu diesem Zeitpunkt noch nicht beendet – hatte er in 17 Ligaspielen der Saison 2019/20 12 Tore erzielt und elf Tore vorbereitet.
Am 8. Juli 2020 wechselte Afif permanent zum al-Sadd SC, wo er einen Fünfjahresvertrag unterzeichnete. Seitdem gewann er dort sieben nationale Titel und nahm mit dem Verein mehrmals an der AFC Champions League sowie der FIFA-Klub-Weltmeisterschaft 2019 teil.

## Nationalmannschaft
Afif repräsentierte von 2014 bis 2015 sein Heimatland in diversen Juniorennationalmannschaften und erzielte dabei in 24 Partien neun Treffer. Sein Debüt in der katarischen A-Auswahl gab er am 3. September 2015 beim 15:0-Heimsieg gegen Bhutan im Qualifikationsspiel zur Asienmeisterschaft 2019. Dieser Sieg ist bis heute der höchste in der Geschichte der katarischen Nationalmannschaft. Sein erstes Tor erzielte er am 6. Juni 2017 beim 2:2-Unentschieden im freundschaftlichen Länderspiel gegen Nordkorea.
Im Januar 2019 nahm er mit Katar an der Asienmeisterschaft 2019 in den Vereinigten Arabischen Emiraten teil. In der Gruppenphase steuerte er zu den drei Siegen fünf Vorlagen bei. Im Viertelfinale bereitete er das goldene Tor von Abdulaziz Hatem zum 1:0-Sieg gegen Südkorea vor. Beim 4:0-Sieg gegen den Gastgeber im Halbfinale bereitete er drei Tore vor. Beim mit 3:1 gewonnenen Finalspiel gegen Japan bereitete er zwei Treffer vor und trug sich mit einem Elfmetertor erstmals in die Torschützenliste ein.
Bei der Copa América 2019 in Brasilien war er in allen drei Gruppenspielen im Einsatz, blieb aber ohne Scorerpunkt. Bei der Asienmeisterschaft 2024 im eigenen Land konnte er dann erneut den Titel feiern und wurde außerdem noch mit acht Treffern Torschützenkönig des Turniers. 

## Erfolge
al-Sadd SC
- Qatar Stars League: 2019, 2021, 2022, 2024
- Qatari Sheikh Jassim Cup: 2019
- Emir of Qatar Cup: 2020, 2021, 2024

 Katar
- Asienmeister: 2019, 2024

## Auszeichnungen
Qatar Stars League
- Torschützenkönig: 2019/20 (15 Tore), 2023/24 (26 Tore)

 Asienmeisterschaft
- Torschützenkönig: 2024 (8 Tore)

## Privates
Akram Afifs Vater Hassan, ein in Moshi, Tansania geborener Somalier, bestritt über 20 Länderspiele für die somalische Nationalmannschaft. Er zog in den 1980er Jahren für ein Engagement nach Katar, wurde eingebürgert und arbeitete dort später auch als Trainer. Seine Mutter Fayza kommt aus dem Jemen.
Akram Afif hat fünf Geschwister, von denen sein älterer Bruder Ali (* 1988) ebenfalls lange katarischer A-Nationalspieler war und aktuell 2024/25 beim Umm-Salal SC unter Vertrag steht.